# يوشيهيكو ماتسوأوكا
يوشيهيكو ماتسوأُوكا (باليابانية: 松岡 良彦) (29 يوليو 1977 في هيوغو في اليابان – )؛ هو لاعب كرة قدم ياباني سابق كان يلعب كمهاجم.

## وصلات خارجية
- يوشيهيكو ماتسوأوكا على موقع رابطة كرة القدم اليابانية للمحترفين (اليابانية)
- يوشيهيكو ماتسوأوكا على موقع عالم كرة القدم.نت (الإنجليزية)